# هامور ذو أربعة سروج
هامور ذو أربعة سروج (الاسم العلمي Epinephelus spilotoceps)، نوع سمك من الهامور وفصيلة القرفصية. يبلغ أقصى طول نحو 35 سم.

## التوزيع
ينتشر هذا الهامور على نطاق واسع في منطقة المحيط الهادي الهندي، من الساحل الشرقي لأفريقيا (زنجبار، تنزانيا، بونتا زافورا، موزمبيق) إلى جزر الهند وغرب وسط المحيط الهادي وهي غير موجودة في البحر الأحمر والخليج العربي وسريلانكا والفلبين وتايوان واليابان.